# میراث بورن (فیلم)
میراث بورن (به انگلیسی: The Bourne Legacy) فیلمی در ژانر  اکشن، مهیج و ماجراجویی محصول سال ۲۰۱۲ آمریکا به نویسندگی و کارگردانی تونی گیلروی است. در این فیلم جرمی رنر، ریچل وایس، ادوارد نورتون و اسکار آیزاک، نقش‌آفرینی کردند. میراث بورن تنها فیلم از مجموعه‌ فیلم‌های بورن است که مت دیمون در آن نقش‌آفرینی نمی‌کند. به گفته خود دیمون، او به علت اینکه پل گرینگرس به عنوان کارگردان در فیلم حضور نداشته است، از برگشت به نقش بورن سر باز زده‌است.

## خلاصه داستان
گسترش جهان از رمان های رابرت لودلوم، با محوریت یک قهرمان جدید (آرون کراس) با بازی جرمی رنر که در وقایع سه فیلم قبلی حضور نداشت‌. 

## بازیگران
- جرمی رنر در نقش outcome #5 کنت جیمز کیتسوم / آرون کراس
- ریچل وایس در نقش دکتر مارتا شیرینگ
- ادوارد نورتون در نقش سرهنگ اریک بایر
- استیسی کیچ در نقش مارک تِرسو
- دنیس بوتسکاریس در نقش ترنس وارد
- اسکار آیزاک در نقش outcome #3
- جوآن آلن در نقش پملا لندی (معاون رئیس CIA)
- آلبرت فینی در نقش دکتر آلبرت هرش
- دیوید استراترن در نقش نوآ ووسن
- اسکات گلن در نقش عزرا کِرامر (رئیس CIA)
- دونا مورفی در نقش دیتا مندی
- مایکل چرنوس در نقش آرتور اینگرام
- کوری استول در نقش زو وندل
- ژلیکو ایوانک در نقش دکتر دونالد فویت
- شین جاکوبسون در نقش مکی
- الیزابت مارول در نقش دکتر کانی دَاوود
- جان داگلاس تامپسون[۱] در نقش سرلشکر دون پائولسن
- لوئی اوزاوا چانگ چیان در نقش LARX #3
- دیوید ویلسون بارنز[۲] در نقش دِرونْ اسپک
- نیل بروکس کانینگهام[۳] در نقش دکتر دن هیلکات
- کوری جانسون در نقش ری ویلز
- مایکل برس[۴] در نقش لئونارد
- جان آرسیا[۵] در نقش جوزف
- لو ولوسو[۶] در نقش ناخدا
- کرن پیتمن در نقش جاسوس و همکار پملا لندی

## جستار‌های وابسته
- هویت بورن
- برتری بورن
- اولتیماتوم بورن
- جیسون بورن
- بورن (مجموعه‌فیلم)